# Takeda-jinja

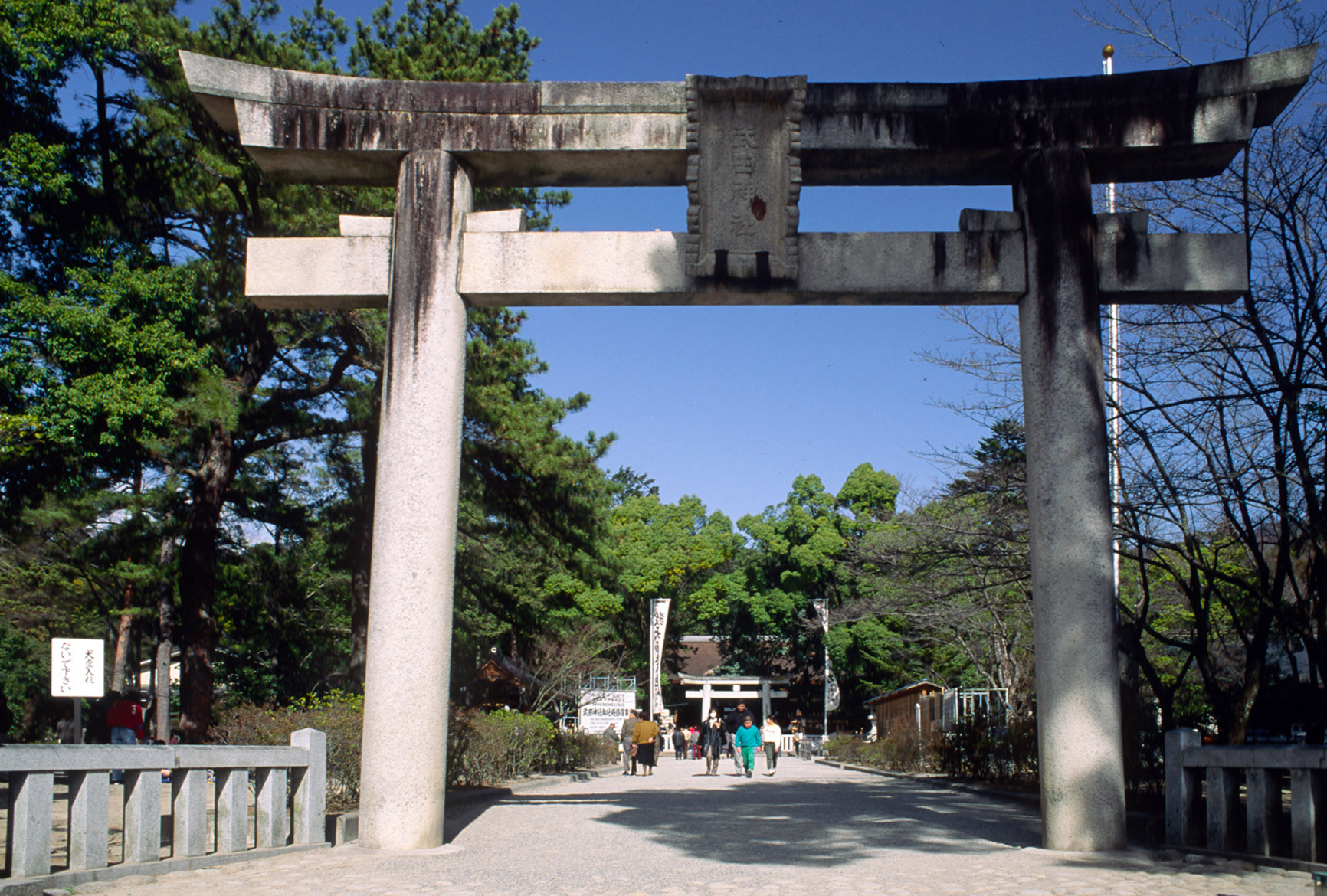
Porte principale du Takeda-jinja.

Le Takeda-jinja (武田神社) est un sanctuaire shinto situé à Kōfu, préfecture de Yamanashi au Japon, dédié au kami de Takeda Shingen. La célébration annuelle du sanctuaire a lieu le 12 avril, anniversaire de la mort de Shingen.

## Histoire
À la suite de la chute du clan Takeda au cours de la période Sengoku, la résidence fortifiée de Tsutsujigasaki appartenant à Takeda Shingen est abandonnée et le centre de Kōfu se déplace au sud pour entourer le château de Kōfu, centre du pouvoir administratif du shogunat Tokugawa. Après la restauration de Meiji, les ruines du Tsutsujigasaki  passent sous la protection du gouvernement pour leur valeur historique et sont finalement désignées « monuments historiques du Japon ».
À la suite de la visite de l'empereur Meiji à la préfecture de Yamanashi en 1880, un mouvement local se développe en faveur de la construction d'un sanctuaire en l'honneur des loyalistes qui ont servi pendant la guerre de Boshin. Cette demande s'accorde avec le projet du shintoïsme d'État d'ériger des sanctuaires dédiés à des personnages historiques connus pour leurs prouesses matrimoniales[pas clair] et la nécessité d'un lieu de pèlerinage pour honorer les morts de la guerre russo-japonaise. En 1915, le Taishō Tennō commande le sanctuaire qui est achevé en 1919. Le Takeda-jinja est désigné sanctuaire préfectoral dans le système moderne de classement des sanctuaires shinto avant la Seconde Guerre mondiale.

## Trésors
Le parc du sanctuaire contient un musée dans lequel de nombreux objets relatifs à Takeda Shingen, dont des armures, des armes, des étendards et ses effets personnels, sont exposés. Il abrite également une épée de l'époque de Kamakura présentée à la préfecture de Yamanashi par Sanjō Sanetomi pour commémorer la visite de l'empereur Meiji en 1880. L'épée est passée dans la famille Sanjō en tant que cadeau de mariage du clan Takeda lorsque dame Sanjō a épousé Takeda Shingen. L'épée est un bien culturel important.